# اینک انسان

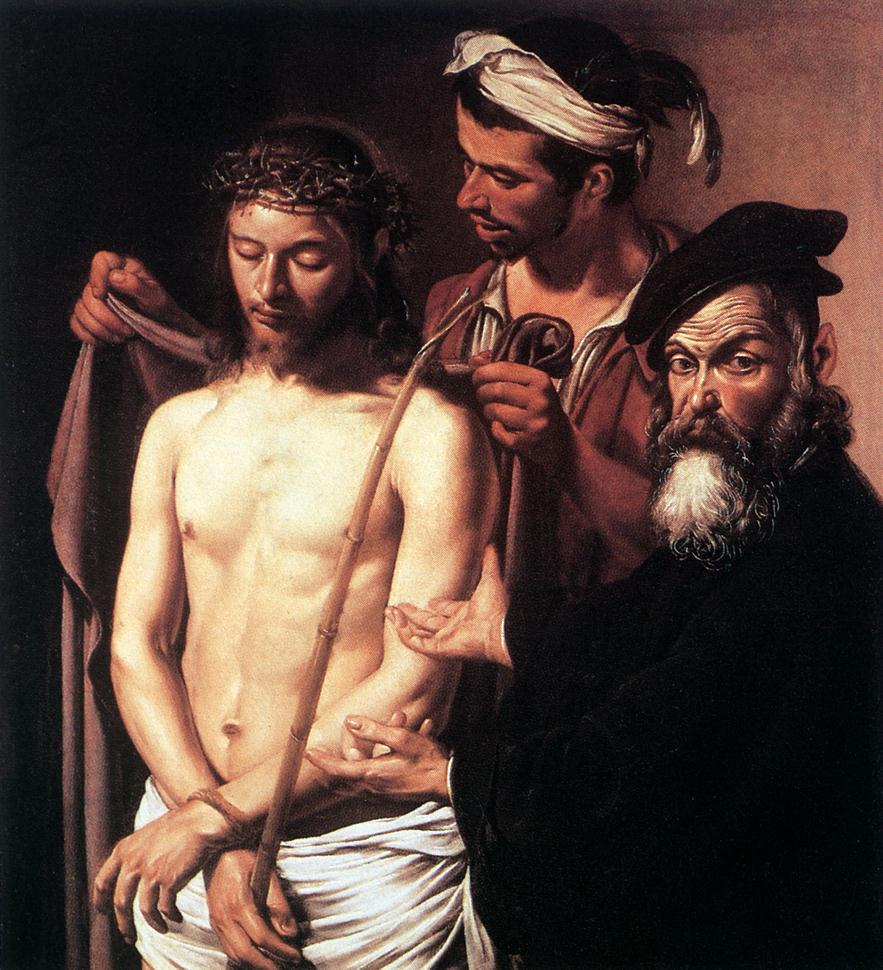
اینک انسان، اثر کاراواجو، ۱۶۰۵ میلادی.

اینک انسان (به لاتین: ECCE HOMO)، گفتاوردی است از پونتیوس پیلاطس که در برگردان ولگاته از آیهٔ پنجم باب نوزدهم انجیل یوحنا آمده‌است. پیلاطس که حاکم رومی اورشلیم بود کمی پیش از به صلیب کشیده شدن عیسی، مسیح را به مردم خشمگین نشان داد و «اینک انسان» را بر زبان آورد. اصل یونانی آن، Ίδε ο άνθρωπος (با تلفظ Ide o anthropos) است. این عبارت در انجیل نسخه کینگ جیمز به صورت ‎Behold the man!‎ ترجمه شده‌است. از این سخن و صحنه در هنر مسیحی بسیار استفاده شده‌است. 

## نگارخانه

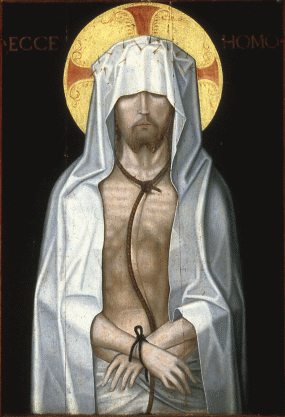
اینک انسان، نقاش ناشناس، پرتقال، سدهٔ پانزدهم میلادی
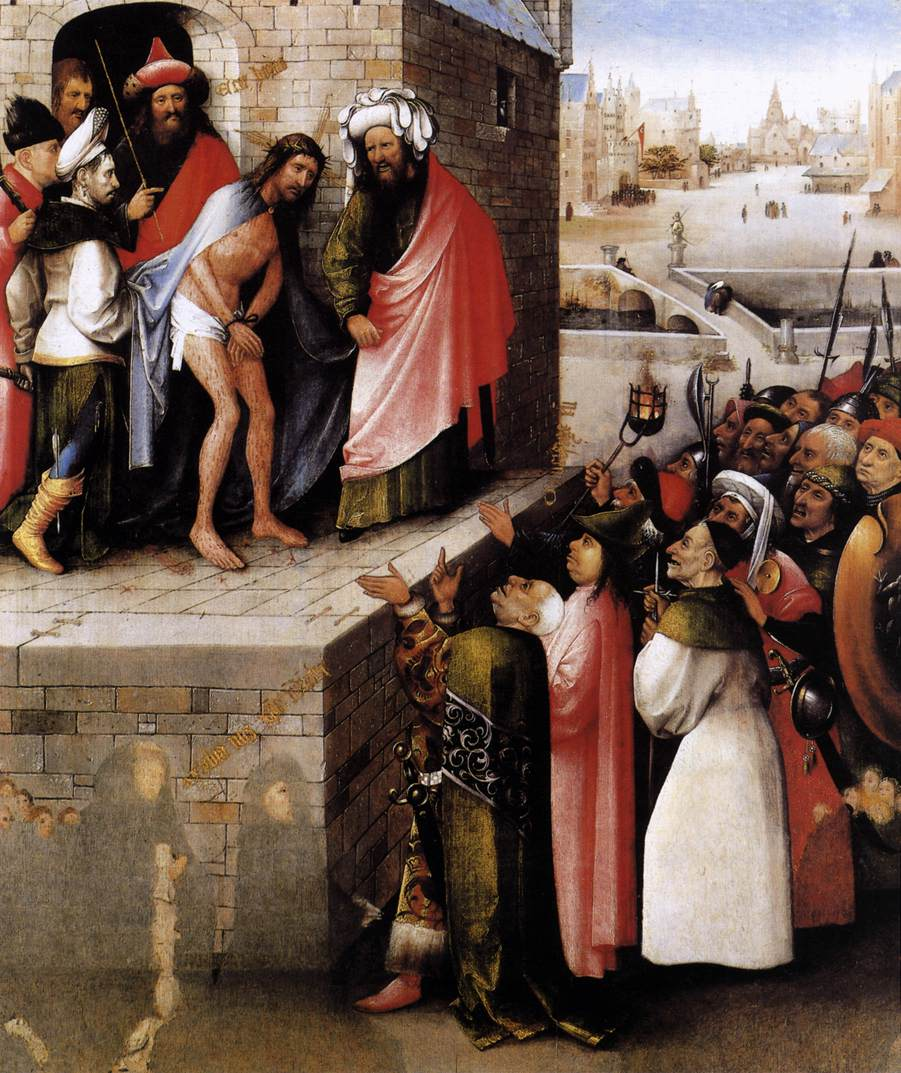
اینک انسان اثر هیرونیموس بوش ۱۴۷۵ تا ۱۴۸۵ م.
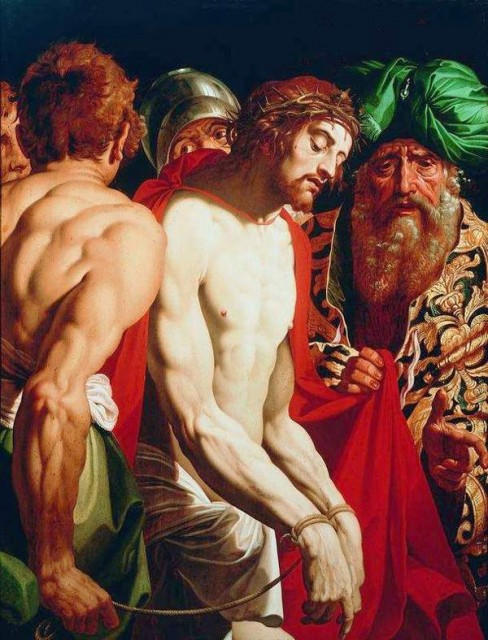
اینک انسان، اثر آبراهام جنسن (۱۵۶۷-۱۶۳۲)
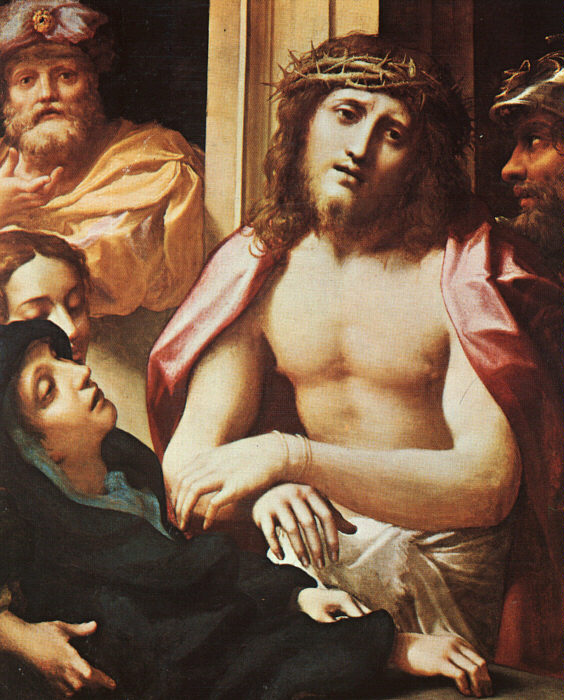
اثر آنتونیو کورجیو، سدهٔ شانزدهم
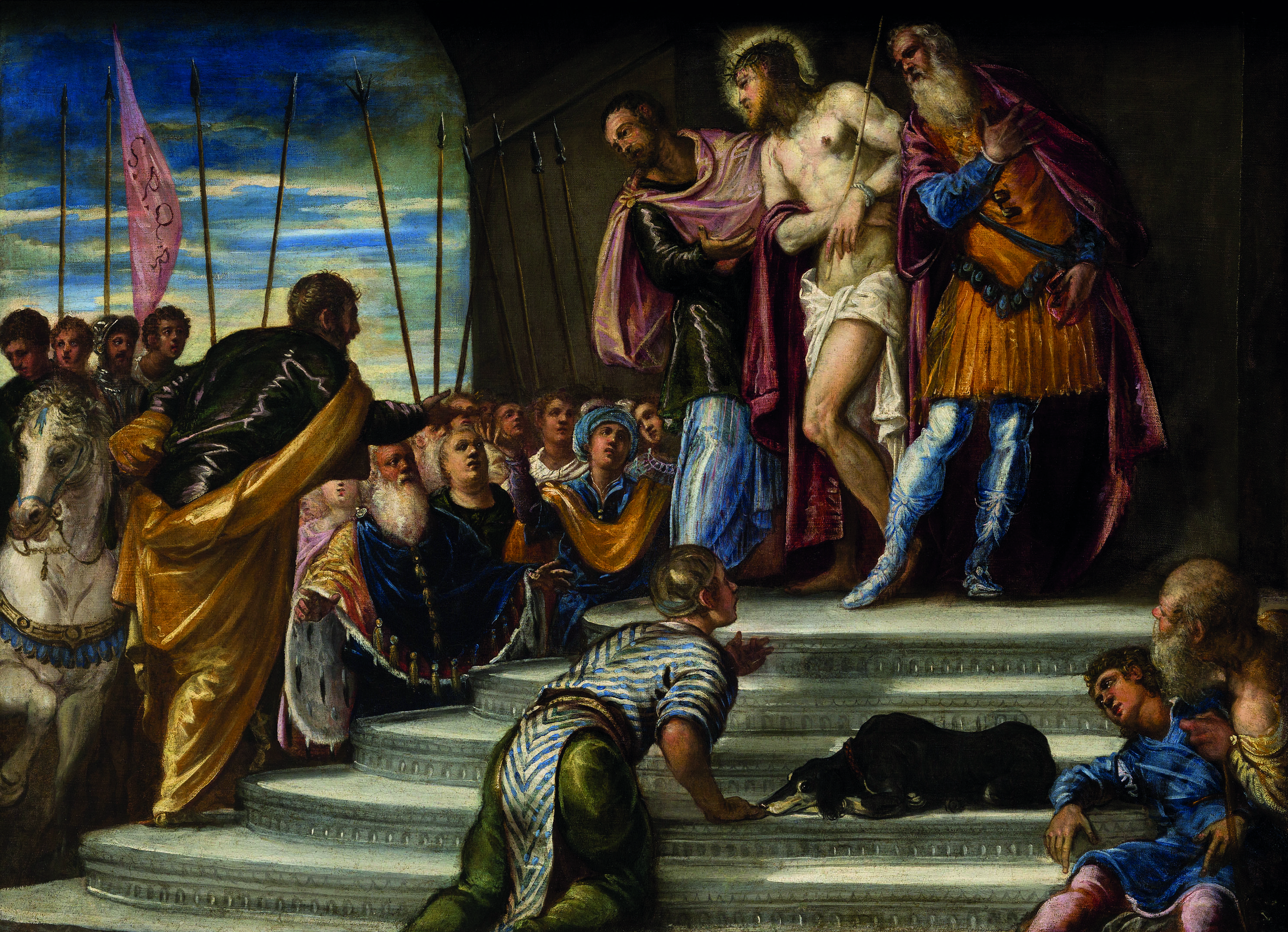
اثر تینتورتو، ۱۵۴۶ میلادی
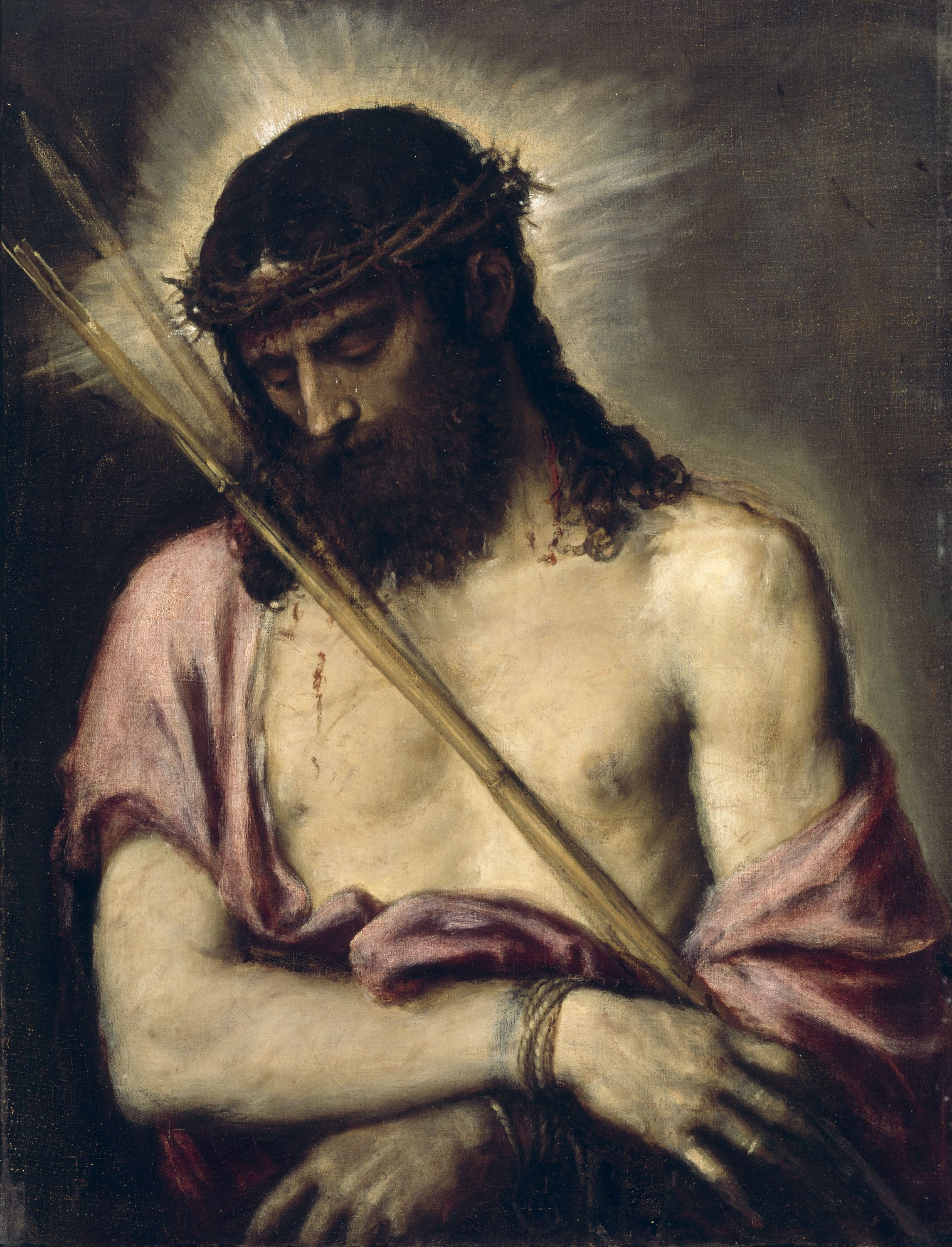
اینک انسان اثر تیتیان (۱۴۹۰-۱۵۷۶)
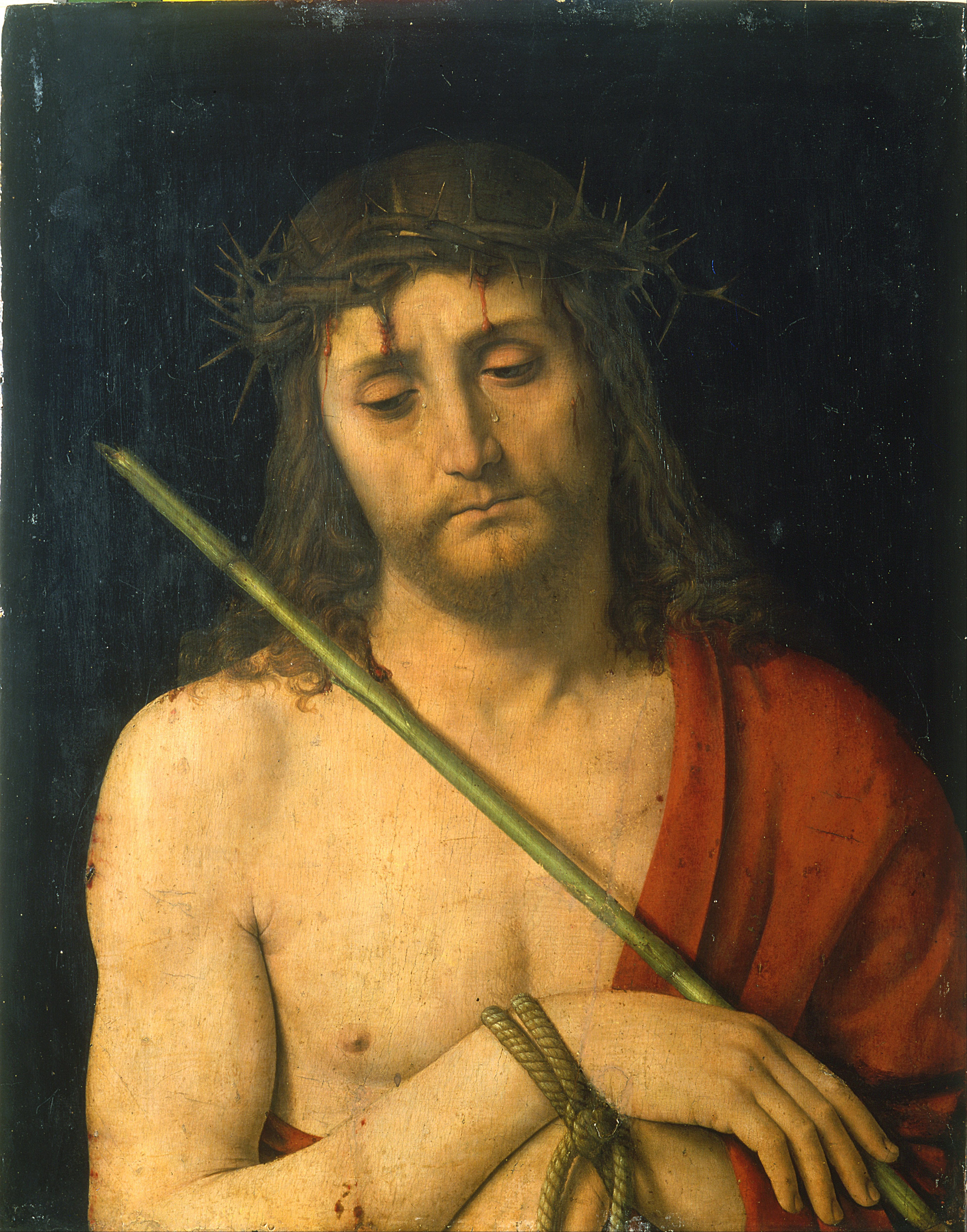
اینک انسان اثر آندره سولاریو
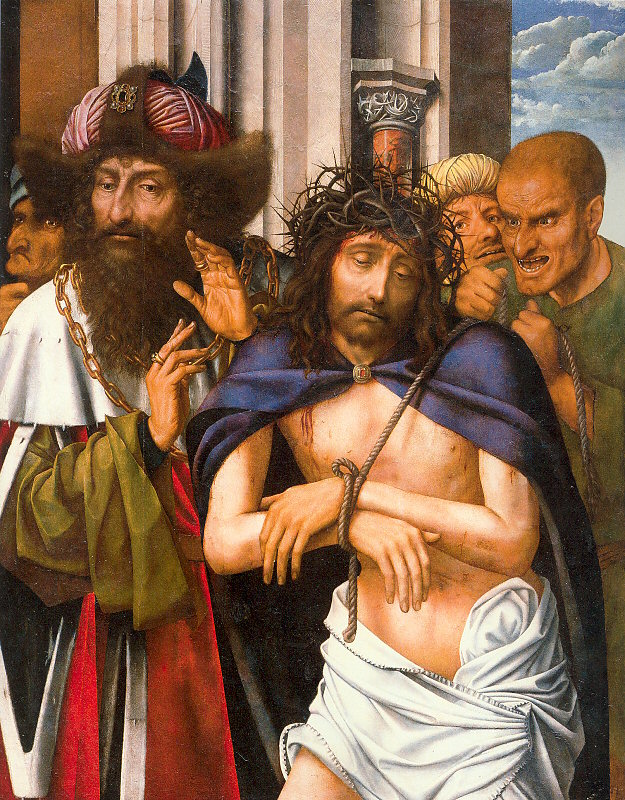
اثر کوئنتین ماسیس، ۱۵۲۰ میلادی
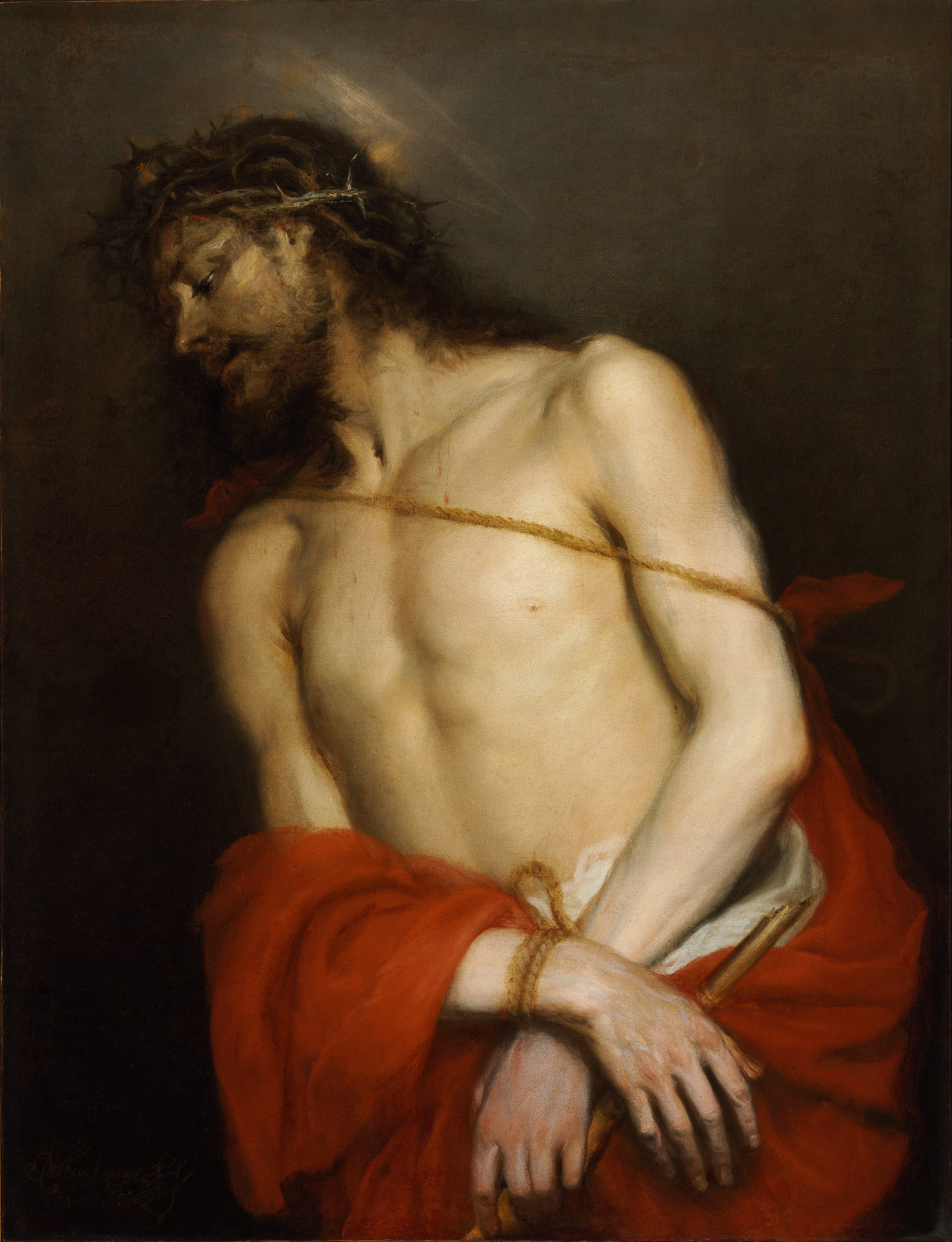
اثر ماتئو سرزو، ۱۵۶۰ میلادی
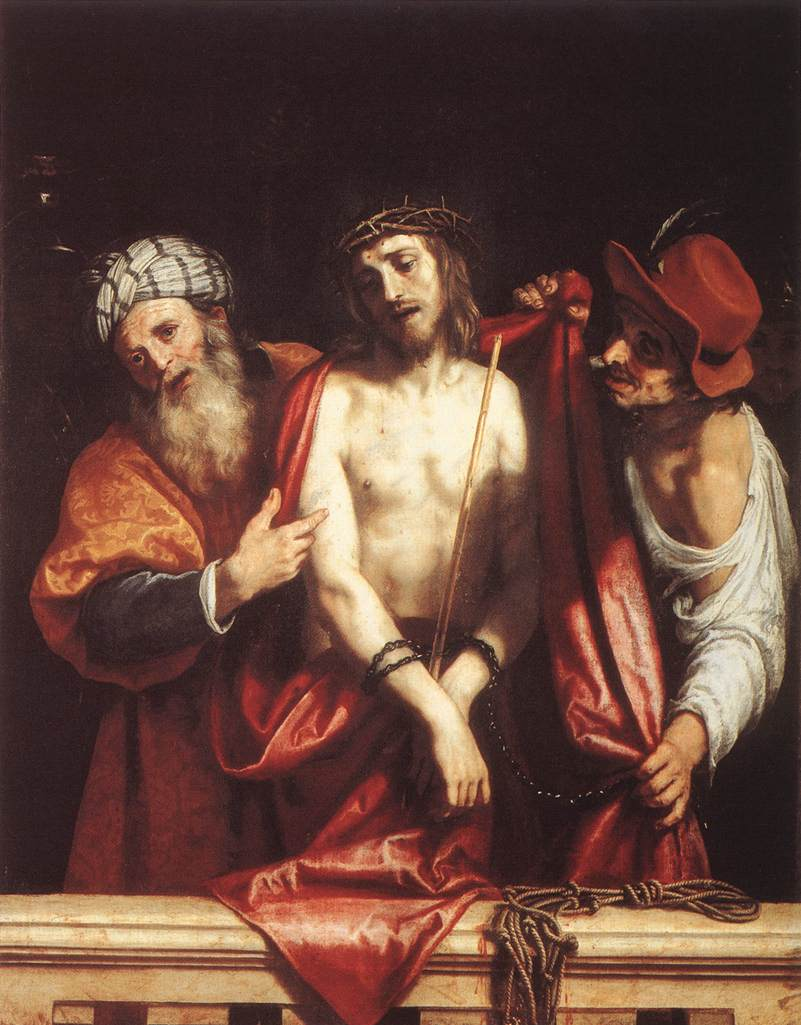
اینک انسان اثر لودیکو کاردی (کیگولی)
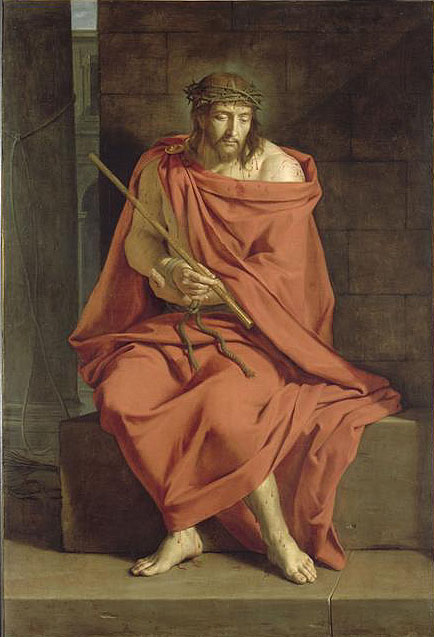
اینک انسان اثر فیلیپ دو شامپانی (۱۶۰۲-۱۶۷۴)
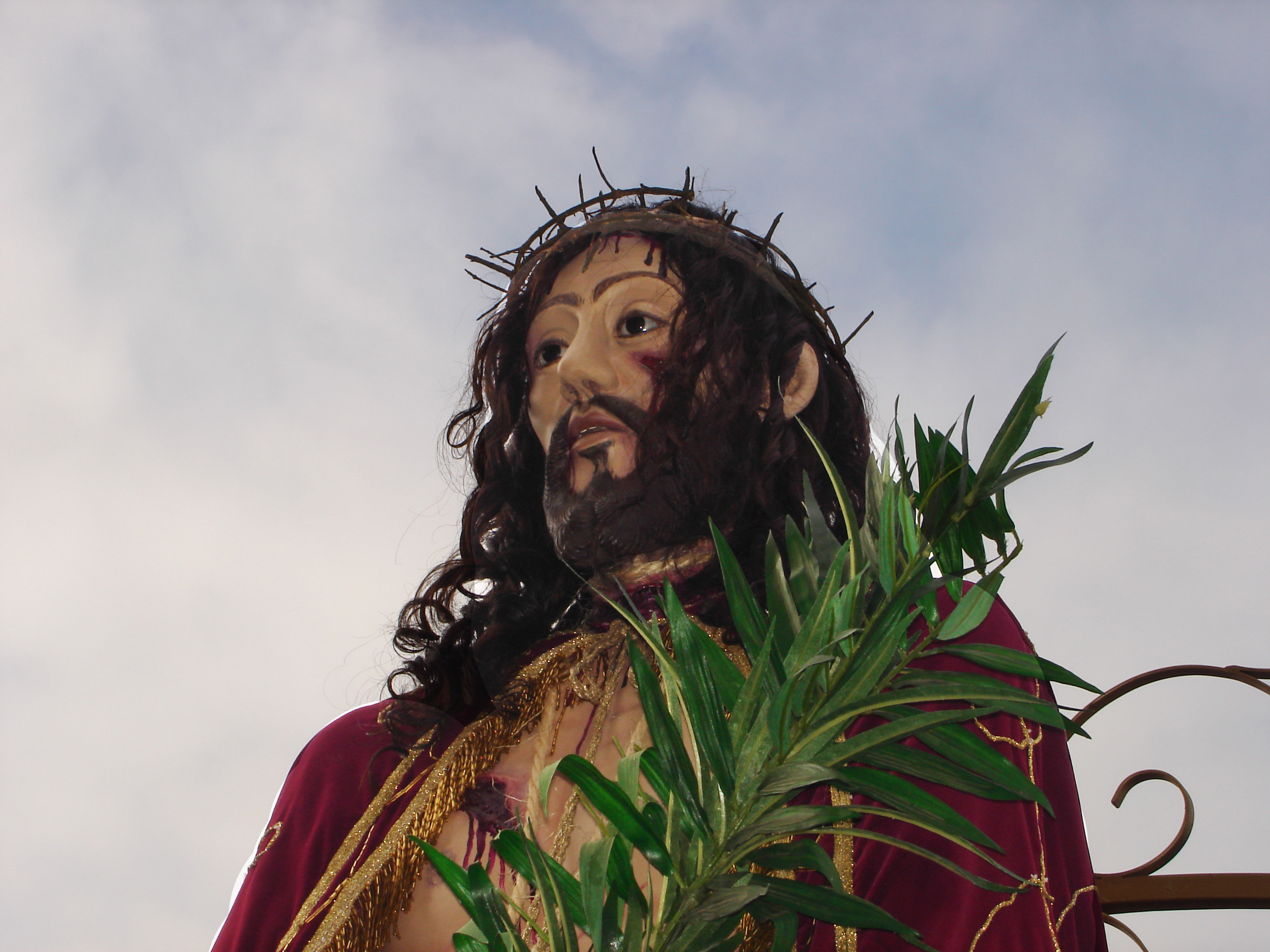
مجسمهٔ‌اینک انسان، برزیل